# Worden (Montana)
Worden – jednostka osadnicza w Stanach Zjednoczonych, w stanie Montana, w hrabstwie Yellowstone.